# بروتوكول الأنفاق في الطبقة الثانية
في شبكات البيانات، بروتوكول الأنفاق في الطبقة الثانية (بالإنجليزية: Layer 2 Tunneling Protocol اختصاراً L2TP)‏ هو بروتوكول نفقي يُستخدم لدعم الشبكات الخاصة الافتراضية أو كجزء من خدمات التوصيل التي يقدمها مزود خدمة. لا يدعم البروتوكول أي تشفير للبيانات ويعتمد على بروتوكول تشفير آخر لتأمين خصوصية البيانات.